# Starnin
Starnin (niem. Sternin) – wieś w północno-zachodniej Polsce, położona w województwie zachodniopomorskim, w powiecie kołobrzeskim, w gminie Rymań. Wieś jest siedzibą sołectwa Starnin w którego skład wchodzi również miejscowość Bębnikąt.
Według danych z 4 września 2013 r. Starnin miał 232 mieszkańców.

## Położenie

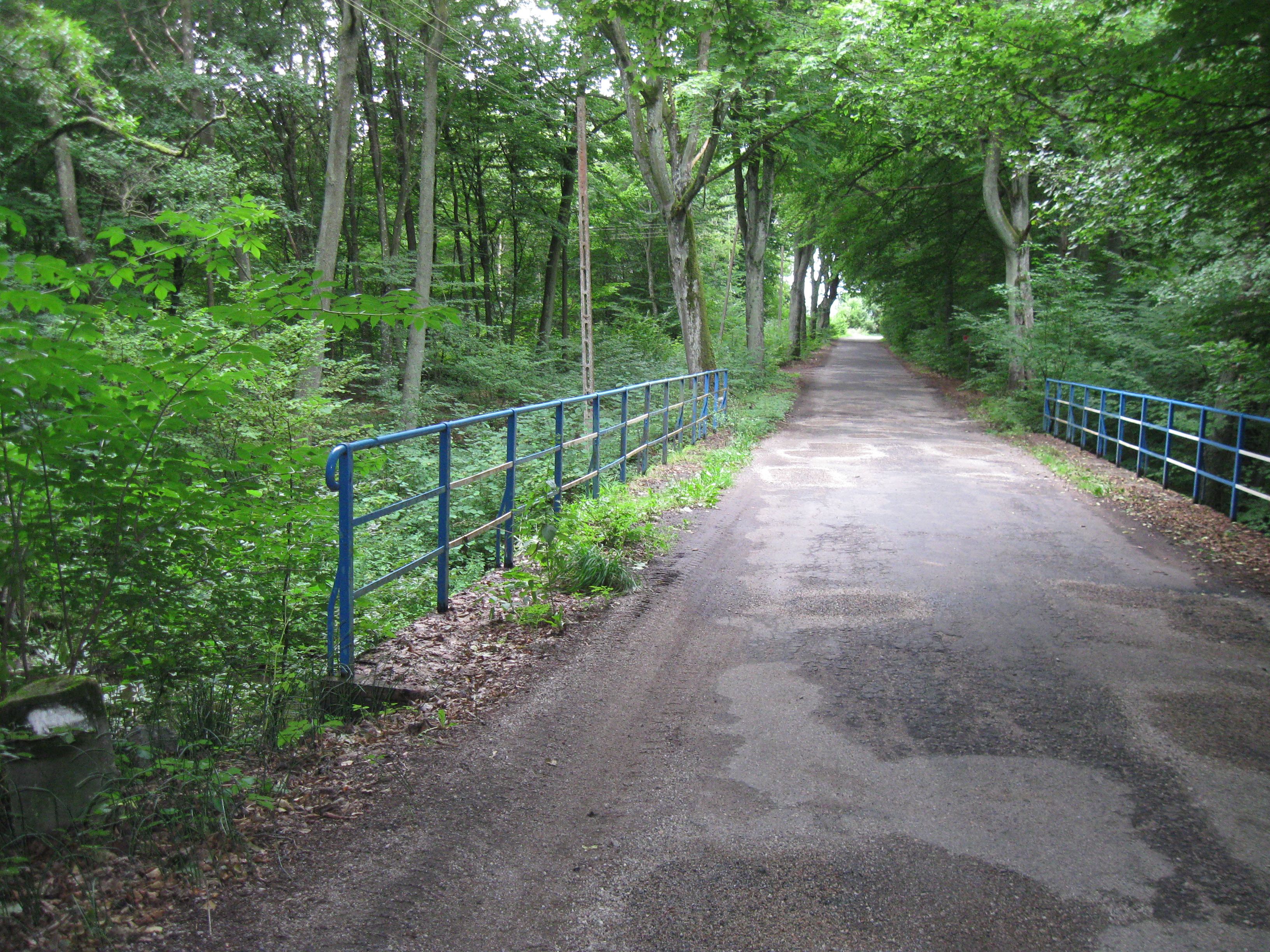
Most nad rzeką Mołstową na drodze Starnin - Kiełpino, rozgraniczający powiaty Kołobrzeg i Gryfice

Wieś jest położona między dwoma wzniesieniami: Mochel oraz Warnia Góra. Na północ od Starnina przebiega dolina strugi Wkry. Ok. 2 km na zachód od miejscowości przepływa dopływ Regi Mołstowa. Starnin leży w odległości 10 km na północny zachód od Rymania i 29 km na południe od Kołobrzegu.

## Historia
Pierwsze wzmianki o miejscowości pojawiają się w dokumentach z 1269 r., kiedy książę Barnim I potwierdził nadanie wsi we własność klasztoru w Białobokach. W 1310 r. Starnin należał do parafii w Kinowie. W późniejszych latach miejscowość przejął ród Manteufellów, który zbudował na południe od wsi zamek, będący w I połowie XV w. twierdzą rozbójników kierowanych przez Wilkiego von Manteuffela. Ostatecznie zamek zdobyła w 1432 r. wyprawa zakonników z klasztoru w Białobokach, zaś obiekt zniszczyli mieszczanie kołobrzescy i trzebiatowscy. Drugi zamek (tzw. Manteuffelburg) Manteufellowie zbudowali już w 1440 r.. Pod koniec XVI w. istniał już kościół filialny dla gminy ewangelickiej w Rzesznikowie. Po pokoju westfalskim i podziale księstwa pomorskiego wieś wchodziła w skład Brandenburgii, potem Prus i Niemiec. Pod koniec XVIII w. powstała szkoła elementarna, będąca pod nadzorem gminy ewangelickiej w Rzesznikowie. W 1818 r. wieś znalazła się w składzie Powiatu Księstwo. Od 1872 r. miejscowość znalazła się w składzie nowo utworzonego powiatu kołobrzeskiego-karlińskiego. W 1880 r. Manteufellowie sprzedali zamek i ziemię, które w ciągu następnych kilkudziesięciu lat często zmieniały właścicieli. Po parcelacji gruntów i podziale ziemi przez Wilhelma Jachowa na przełomie XIX i XX w. powstał dynamicznie rozwijający się Nowy Starnin, który w 1923 r. połączył się ze "starym" Starninem. Starnin w tym czasie był siedzibą okręgu (Amt) Starnin-Kiełpino obejmującego m.in. Kiełpino i Kinowo. W marcu 1945 r. Starnin zdobyły wojska radzieckiego 1 Frontu Białoruskiego, w wyniku czego wieś znalazła się w granicach Polski. Przez krótki czas w zamku mieścił się obóz jeniecki dla żołnierzy niemieckich, ale niedługo potem zamek wysadzono w powietrze. W latach 1950 – 1998 miejscowość administracyjnie należała do województwa koszalińskiego.

## Demografia
| Rok  | Liczba ludności |
| ---- | --------------- |
| 1871 | 324             |
| 1910 | 547             |
| 2011 | 229             |
| 2013 | 232             |

## Zabytki

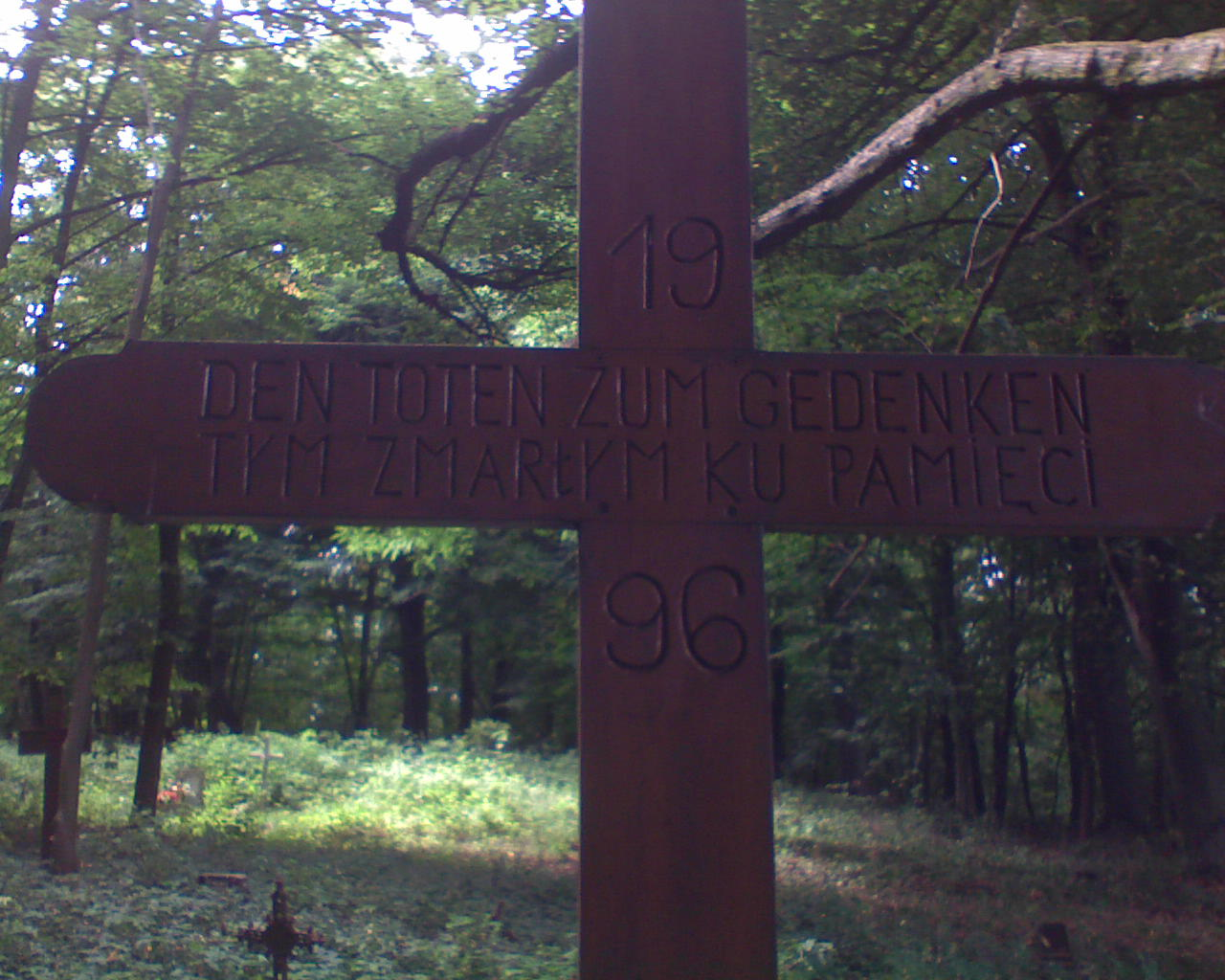
Krzyż postawiony przez dawnych mieszkańców wsi na cmentarzu ewangelickim w 1996 r. ku czci pochowanych tam zmarłych

- Kościół filialny pw. św. Antoniego Padewskiego, z cegły, zbudowany w l. 1934 – 1935, w którym znajdują się m.in. dzwon z XVII w., barokowy ołtarz przeniesiony po II wojnie światowej z pobliskiego Dargosławia, figurka świętego z XV - XVI wieku[7]
- Park wiejski (d. pałacowy), powstał na przełomie XIX/XX w. w stylu naturalistycznym[17], pozostałość po pałacu.
- Cmentarz ewangelicki z II poł. XIX w., dziś nieczynny[18]

## Oświata
W Starninie znajduje się filia Szkoły Podstawowej im. Tadeusza Kościuszki w Rymaniu z oddziałem przedszkolnym.

## Wspólnoty religijne
Starnin wchodzi w skład parafii rzymskokatolickiej pw. Matki Bożej Królowej Polski w Gorawinie, zaś kościół starniński jest filią kościoła parafialnego w Gorawinie.

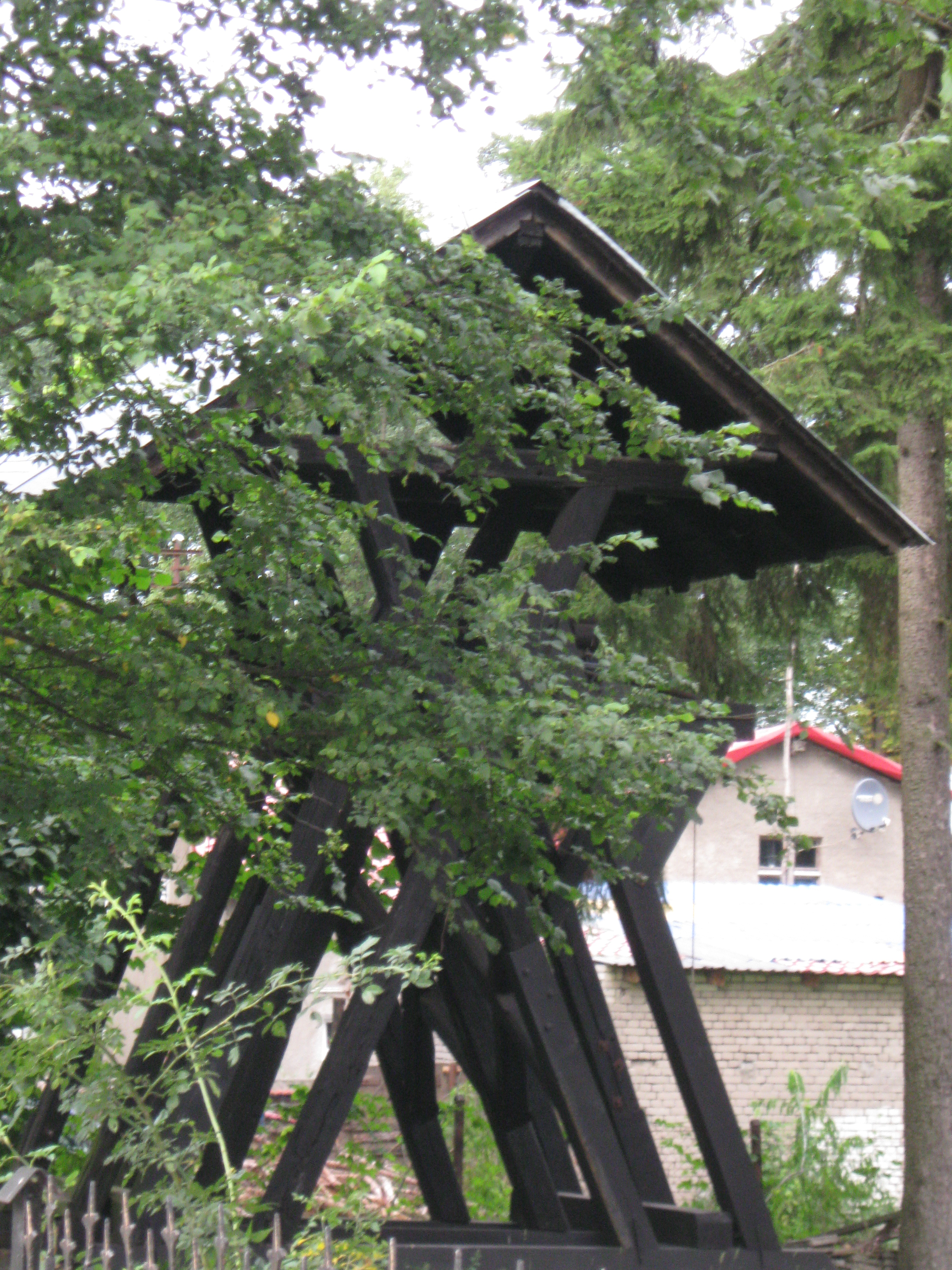
Dzwonnica przy kościele w Starninie

## Bezpieczeństwo
W Starninie funkcjonuje Ochotnicza Straż Pożarna.

## Transport
W Starninie znajdują się 2 przystanki autobusowe - pierwszy w samej wsi, gdzie obsługiwane są regularne połączenia do Kołobrzegu i Rymania. Drugi przystanek znajduje się 3 km na wschód od miejscowości przy skrzyżowaniu drogi powiatowej Rościęcino – Rzesznikowo z drogą do Starnina - stamtąd można dojechać do Kołobrzegu, Rymania i Szczecina.